# Pfarrkirche Spital am Semmering

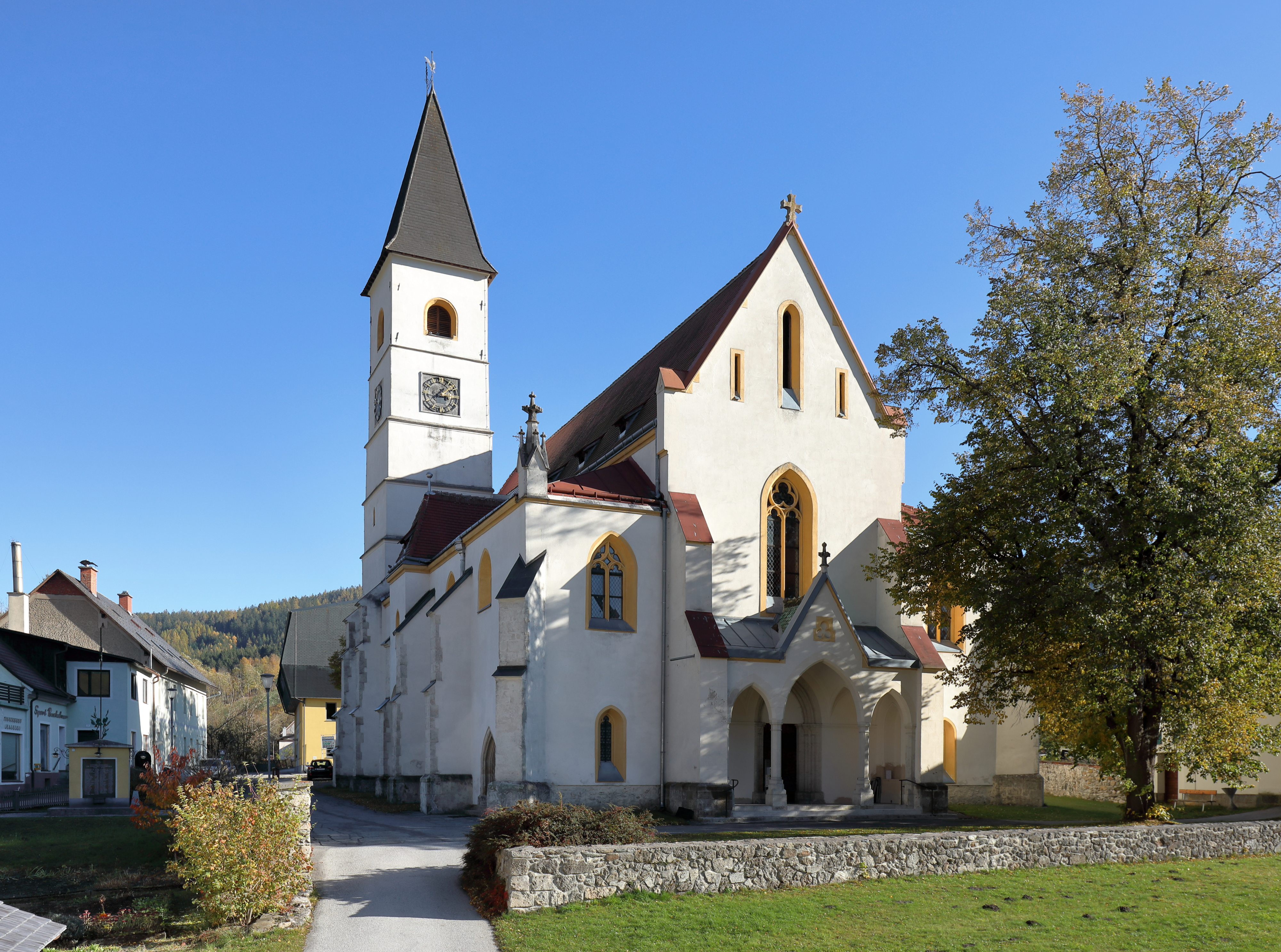
Pfarrkirche Spital

Die Pfarrkirche Spital am Semmering ist eine römisch-katholische Pfarrkirche im Ortszentrum von Spital am Semmering im Bezirk Bruck-Mürzzuschlag im Bundesland Steiermark. Sie ist dem Fest Mariä Himmelfahrt geweiht und bildet gemeinsam mit den Pfarren Mürzzuschlag und Hönigsberg einen der vier Pfarrverbände im Dekanat Mürztal.

## Geschichte und Architektur

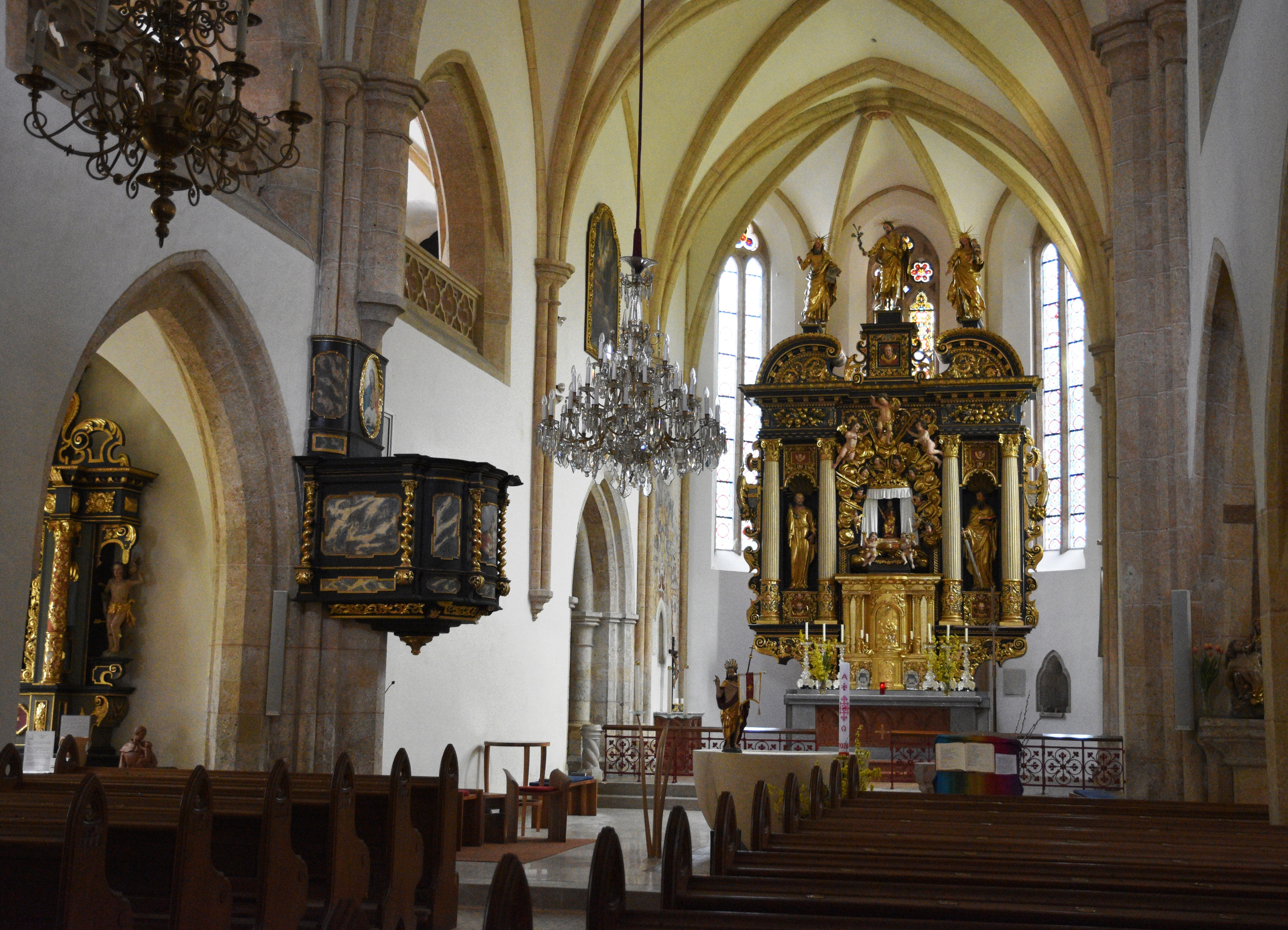
Blick zum Chor

Sie wurde 1160 erbaut und 1163 von Erzbischof Eberhard von Salzburg geweiht. Der heutige Kirchenbau entwickelte sich in drei größeren Bauperioden: in der Romanik, einem „Übergangsstil“ von Romanik und Frühgotik und der Spätgotik. In der Romanik wurde der vordere Teil des heute noch bestehenden Kirchenschiffs, der Bereich zwischen Volksaltar und Gitter vor dem Hochaltar, errichtet. Das Kirchenschiff selbst war zunächst mit einer flachen, mit Holzschnitzereien dekorierten Decke ausgestattet. Die heutige Sakristei war damals durch eine Mauer abgetrennt und zählte zu den Räumlichkeiten des Hospitals. 1260 erfolgte die Erweiterung nach Osten. Der ursprüngliche Altarraum, die ursprüngliche Apsis, wurde abgebrochen und weiter nach Osten verlegt. Die neu entstandene Apsis ist zweijochig mit einem 5/8-Schluss. Sie ist der Apsis der Minoritenkirche in Bruck an der Mur sehr ähnlich. In dieser Erweiterung wurde u. a. eine frühgotische Kännchenische (piscina) zur Aufbewahrung von Wein und Wasser eingebaut. Sie gilt als ältestes noch erhaltenes Exemplar der Steiermark. In weiterer Folge entstand auch die dreisitzige Sessio mit Kleeblattbögen auf Hornkonsolen. Die Sakristei wurde mit dem übrigen Kirchenraum verbunden, die Holzdecke des Schiffs durch ein Kreuzrippengewölbe mit sorgfältig gearbeiteten Abschlusssteinen ersetzt. Zur selben Zeit wurde der massive, fünfgeschoßige Glockenturm aufgeführt. Die rundbogige, 2003 freigelegte Quadermauerung beim Stiegenaufgang und die Rundfenster an der Außenseite sind Reste des romanischen Vorgängerturmes. Das Ostportal beim Turmaufgang erhielt ein Dreipasstympanon. Eine Besonderheit für die Obersteiermark sind zwei steinerne Porträtköpfe im Hauptschiff der beiden Baumeister, die in den Gewölbeansatz eingearbeitet sind. Die im Stil der Hochgotik gestalteten Fensterscheiben der Kirche entstanden wohl zwischen 1270 und 1290 in einer Glasmalerwerkstätte in Bruck an der Mur. Sie sind seit 1903 im Joanneum in Graz und im Hessischen Landesmuseum/Darmstadt aufbewahrt. 1510–1516 wurde die Kirche im Auftrag des Neuberger Abtes durch eine Verlängerung des Hauptschiffes und die Errichtung des Südschiffes bedeutend erweitert (Phase III). Im Norden wurde die Bausubstanz des Hospitals aus dem 13. und 14. Jahrhundert in die Neugestaltung mit einbezogen. Aus dem früheren Haupteingangsbereich im Norden entstand eine Seitenkapelle, in der 1620 der Florianialtar seinen Platz fand. Über die Seitenschiffe und das Westjoch setzte man Emporen die mit einem Chor verbunden wurden. Um 1720 entstand die Predigerkanzel am Volksaltar. 1755 ließ Abt Georg II. Hauzenberger von Neuberg die Pfarrkirche renovieren. 1903–1906 wurde die Kirche wieder umfassend saniert. Dabei wurde im Nordportal ein 4 m × 3 m großes Muttergottesfresko eines – vermutlich – oberitalienischen Künstlers aus dem 14. Jahrhundert entdeckt aber wieder übertüncht. An der linken Seite des frühbarocken Hochaltars von Hans Müllner (1616) wurde eine „Blut-Christi“-Darstellung freigelegt, die aus der Zeit um 1480 stammt. Die Dachform wurde verändert und dem Westportal wurde auf Anregung Ludwig Zatzkas ein neugotischer Zubau angebaut. Das veränderte das bisherige Erscheinungsbild der Kirche markant. Auch das Chorgewölbe musste neu aufgebaut werden, da es an einigen Stellen schadhaft war. Zwischen 1957 und 1967 folgten weitere Sanierungsmaßnahmen. 1989 wurde das sehr baufällige Westportal saniert. Die letzte Außenrenovierung erfolgte 2002 bis 2003.